# Parauacu
Parauacu (Pithecia) é um gênero de macacos do Novo Mundo da família dos piteciídeos (Pitheciidae) e subfamília Pitheciinae. Ocorrem no norte e centro da América do Sul, desde o sul da Colômbia, passando pelo Peru, norte da Bolívia, até o Brasil Central. Em inglês, é chamado de "saki monkey".

## Taxonomia
- Gênero Pithecia[5]
  - Pithecia aequatorialis (Hershkovitz, 1987)
  - Pithecia albicans (Gray, 1860)
  - Pithecia cazuzai Marsh, 2014
  - Pithecia chrysocephala (I. Geoffroy Saint-Hilaire, 1850)
  - Pithecia hirsuta (Spix, 1823)
  - Pithecia inusta (Spix, 1823)
  - Pithecia irrorata (Gray, 1842)
  - Pithecia isabela Marsh, 2014
  - Pithecia monachus (É. Geoffroy Saint-Hilaire, 1812)
  - Pithecia milleri (J. A. Allen, 1914)
  - Pithecia mittermeieri Marsh, 2014
  - Pithecia napensis (Lönnberg, 1938)
  - Pithecia pithecia (Linnaeus, 1766)
  - Pithecia pissinattii Marsh, 2014
  - Pithecia rylandsi Marsh, 2014
  - Pithecia vanzolinii (Hershkovitz, 1987)